# Maurice Beniowski
Maurice Auguste Aladar de Beniowski, Benyovszky Móric ou Móric Beňovský, né le 20 septembre 1746 à Vrbové (aujourd'hui en  Slovaquie) et mort le 23 mai 1786 à Madagascar, est un aristocrate hongrois, aventurier, voyageur, explorateur, colonisateur et écrivain. Il fut également un soldat autrichien, un dirigeant militaire polonais et un colonel français. 
Il est principalement connu pour ses deux expéditions à Madagascar. Il fut aussi le premier Européen à naviguer dans le Nord-Pacifique, avant James Cook et Jean-François de La Pérouse, après s'être évadé d'un bagne russe au Kamtchatka.

## Biographie

### Jeunesse
Issu d'une famille de la noblesse hongroise du comitat de Nyitra, il est le fils de Sámuel Benyovszky, colonel de hussards, et de la comtesse Rozália Révay. 
Il participe d'abord à la guerre de Sept Ans dans l'armée autrichienne. En 1764, il passe en Pologne après l'élection de Stanislas Auguste Poniatowski et devient un des chefs de la confédération de Bar formée en 1768 pour résister à la Russie. Décoré du ruban de l'ordre de l'Aigle blanc, il accède au grade de colonel lorsqu'il est fait prisonnier par les Russes. 

### Captivité et évasion
Déporté en Sibérie, il est enfermé dans une forteresse du Kamtchatka, dans l'Extrême-orient russe, mais réussit à s'évader dans des conditions rocambolesques. Il est soupçonné d'avoir assassiné Piotr Mikhaïlovitch Loginov[Qui ?] (ou Loguinov) dans le raïon d'Oust-Bolcheretsk, à la pointe sud du Kamtchatka, le 11 avril 1771.[réf. nécessaire]
Le 12 mai 1771, il parvient à s'échapper après avoir soumis toute la garnison chargée de la garde des bagnards. En compagnie d'environ quatre-vingt-cinq personnes (dont quelques femmes, mais surtout des exilés et prisonniers comme lui), il s'empare d'une corvette, le Saint-Pierre et Saint-Paul, un trois-mâts de pêche, de 36 m et 240 tonneaux, dont il prend le commandement. Les fuyards contournent le Kamtchatka, naviguent jusqu'aux côtes de l'Alaska, puis descendent au Japon, à Formose et débarquent au port de Canton.
Parvenu à Macao le 22 septembre 1771, il manifeste le désir de rentrer en Europe pour livrer à la France des plans secrets ourdis par la Russie en Europe. Quoique l'existence de ces plans n'ait jamais été démontrée, la France soutient la Confédération de Bar contre l'expansion russe en Europe centrale.

### Le retour en Europe
Parvenu en France, Beniowski impressionne par sa hardiesse. Sa fidélité à la France mérite une récompense et l'on craint qu'il aille livrer à d'autres nations les connaissances que sa longue navigation lui a procurées. Aussi, lorsqu'il propose un plan de conquête de Formose (actuelle Taïwan), le comte de Boynes, ministre de la Marine,  choisit de l'envoyer fonder un établissement de traite à Madagascar.
Les moyens accordés à Beniowski sont considérables. Tout un corps de troupe - les Volontaires de Beniowski - est levé dans Paris pour l'accompagner à Madagascar. Mais il apparaît rapidement que les plans de Beniowski vont au-delà des intentions du ministre qui le charge d’approvisionner et de gouverner l'île de France (actuelle île Maurice). Le comte désire en effet établir une véritable colonie à Madagascar.

### L'expédition de Madagascar
Parvenu à Madagascar avec deux cents hommes, Beniowski informe par courrier des progrès rapides de sa conquête. En quelques mois, il s'allie à certains chefs locaux, il assèche des marais sur lesquels une ville, Louisbourg, est fondée, construit un fort à l'intérieur des terres (le fort de Boynes), bâtit des hôpitaux, lève des troupes d'indigènes qui reconnaissent le roi de France pour leur suzerain. En peu de temps, l'île est conquise. Et Beniowski accompagne ses lettres d'une comptabilité détaillée des travaux, ainsi que les plans de chacun des bâtiments construits.
Dans le même temps, il demande à l'île de France des moyens toujours plus élevés en hommes, en vaisseaux, en marchandises, en argent, ce que l'intendant général Maillart refuse en l'absence de justification des dépenses. Beniowski s'indigne auprès du ministre et accuse Maillart de vouloir faire échouer son entreprise et de soutenir des intérêts privés dans le commerce avec Madagascar. Alors que des bœufs par centaines, du riz par milliers de livres, des esclaves, attendent seulement des vaisseaux pour passer à l'île de France, pourquoi le gouverneur préfère-t-il se tourner vers les Indes pour commercer à des conditions bien moins avantageuses?
À Paris, les demandes de Beniowski restent sans effet. Turgot, durant son bref passage au ministère de la Marine, tente de lui rappeler les limites de sa mission, mais sa lettre ne lui parviendra jamais. Toutefois, le destin de Beniowski finit par croiser celui de quelques noms illustres. En 1773, alors que Kerguelen mouille dans la baie d'Antongil dans le nord de Madagascar, il ne trouve pas la moindre provision auprès de l'établissement français. En revanche, Beniowski lui demande son aide pour incendier un village d'indigènes voisins.
Deux ans après l'installation de Beniowski à Madagascar, Antoine de Sartine, le nouveau ministre, finit par mettre en place une commission d'enquête, conduite par Guillaume Léonard de Bellecombe et Étienne Claude Chevreau, et à laquelle participe La Pérouse. Cette commission met au jour la supercherie : les constructions dessinées par le baron dans ses lettres n'ont jamais existé; les forts se résument à quelques cabanes entourées d'une palissade pourrie, le corps des Volontaires a été décimé par les maladies, l'intérieur de l'île n'a jamais été vraiment exploré, les indigènes ont déserté le littoral et ne veulent plus commercer avec les étrangers. Même le choix de l'implantation de la ville de Louisbourg, les pieds dans l'eau, n'aurait pas pu être plus mauvais. Finalement, trois cents des hommes de Beniowski sont morts et deux millions de livres ont été dépensées.
Il faut se résigner, conclut la commission avec l'intendant Maillart, à considérer la comptabilité de notre établissement à Madagascar comme celle d'un navire perdu corps et biens.

### L'échec final
Pourtant, Beniowski n'est pas inquiété dans l'immédiat. Il émigre en Angleterre, puis à Saint-Domingue (Haïti). Partout, il cherche des capitaux pour reprendre son œuvre à Madagascar. C'est à cette époque de sa vie qu'il écrit ses mémoires. Ses fables prennent de l'ampleur : de la chasse à l'ours blanc en Sibérie jusqu'à son sacre comme roi de Madagascar, le grand nombre de ses exploits impressionne quelques crédules. 
Il réussit à monter une nouvelle expédition, débarque sur la côte occidentale de Madagascar, où il est attaqué par les indigènes. La plupart de ses compagnons sont massacrés. On le tient pour mort, mais il réapparaît à l'Est de l'île, ayant réussi à faire le tour de l'île en pirogue. Là, il s'en prend à un établissement français. Un régiment, sous les ordres de François de Souillac gouverneur de l'île, part de l'île de France à sa poursuite, et il est abattu au cours d'une brève échauffourée.

## Postérité

### Publications
Ses Voyages et ses Mémoires, écrits par lui-même en français, ont été publiés à Paris en 1791. T1 
Ils ont récemment été réédités : 
Mémoires et voyages, Paris, Éditions Phébus, 2010, 784 p. (ISBN 9782752904638, lire en ligne)

### Maurice Beniowski dans les arts et la littérature
Les aventures du comte de Beniowski ont inspiré plusieurs écrivains : 
- Juliusz Słowacki, le poète polonais, dans un de ses poèmes les plus remarquables ;
- August von Kotzebue dans son drame : Die Verschwörung in Kamtchatka (Leipzig, 1895), qui a été plusieurs fois réimprimé et traduit en diverses langues ;
- Louise Muhlbach dans son roman : Graf von Benjowski: Historischer Roman (1865).

En France, 
- Alexandre Duval a fait jouer en 1800 un opéra comique intitulé Beniowski ou les Exilés du Kamtchatka, sur une musique de Boieldieu
- Prosper Cultru a écrit sa biographie Un empereur de Madagascar au 18e siècle Benyowszky, en 1906.
- Jean-Christophe Rufin publie une biographie romancée de Beniowski Le Tour du monde du roi Zibeline en 2017.

### Autres
Dans les années 1930, la Ligue maritime et coloniale, une organisation polonaise, défend l'annexion de Madagascar par la Pologne en se fondant sur les voyages de Beniowski.

### Source partielle
Marie-Nicolas Bouillet  et Alexis Chassang (dir.), « Maurice Beniowski » dans Dictionnaire universel d’histoire et de géographie, 1878 (lire sur Wikisource)
- Cet article est partiellement ou en totalité issu de l'article intitulé « Móric Beňovský » (voir la liste des auteurs).

### Œuvres de fiction
- Jean d'Esme, Le Conquérant de l'île rouge, (Nouvelles Éditions latines, Paris, 1945).
- Jean d'Esme, Empereur de Madagascar, Alexis Redier éditeur, coll. "La Route", Paris, librairie de la Revue française, 1929.
- Christophe Grosdidier, Volontaire de Beniowski, (Éditions du Baobab, Mayotte), 2007.
- Jean-Christophe Rufin, Le Tour du monde du roi Zibeline, (Editions Gallimard, 2017).